# Wielkie Jezioro Niewolnicze
Wielkie Jezioro Niewolnicze (ang. Great Slave Lake, fr. Grand lac des Esclaves) – drugi pod względem powierzchni zbiornik wodny znajdujący się na obszarze Terytoriów Północno-Zachodnich w Kanadzie (zaraz po Wielkim Jeziorze Niedźwiedzim), oraz dziesiąty z kolei na świecie. Najgłębsze jezioro w Ameryce Północnej z maksymalną głębokością 614 metrów. Ma 480 km długości oraz od 19 do 109 km szerokości. Zajmuje powierzchnię 27 200 km². Jego objętość wynosi według różnych źródeł od 1 070 km³, przez 1 580 km³, do 2 088 km³, czyniąc je 10. lub 12. z kolei pod względem objętości na świecie.
Nazwa jeziora odnosi się do Indian kanadyjskich Slavey. Do miast usytuowanych przy brzegu zbiornika należą: Yellowknife, Hay River, Behchoko, Fort Resolution, Lutselk’e, Hay River Reserve, Dettah i N’Dilo. Jedynymi wspólnotami położonymi przy wschodniej odnodze jeziora są Lutselk’e, osada zamieszkana przez ok. 350 mieszkańców, głównie Indian Chipewyan z narodu Dene, oraz Fort Reliance – obecnie opuszczony zimowy obóz Kompanii Zatoki Hudsona.

## Historia
Pierwszymi ludźmi, którzy osiedlili się na terenach wokół jeziora byli północnoamerykańscy aborygeni. Budowali oni wspólnoty takie jak Dettah, która przetrwała do dzisiejszych czasów. Brytyjski handlarz futer, Samuel Hearne, zbadał te tereny w 1771 roku oraz przeszedł po zamarzniętym jeziorze, któremu nadał początkowo nazwę Lake Athapuscow, czego przyczyną była błędna wymowa wyrazu Athabaska usłyszana od Francuza. W latach 1897–1898 amerykanin Charles "Buffalo" Jones przebył drogę do koła podbiegunowego, gdzie wraz ze swoją brygadą przezimował w samodzielnie skonstruowanej chacie w pobliżu Wielkiego Jeziora Niewolniczego. Opowieści Jonesa mówiące o tym, jak on i jego drużyna bronili się przed atakami stada wilków, zostały zweryfikowane przez Ernesta Thompsona Setona i Edwarda Alexandra Preble’a, którzy w 1907 roku odkryli szczątki zwierząt przy opuszczonym schronieniu.
Ważną przyczyną powstania miasta Yellowknife, późniejszej stolicy Terytoriów Północno-Zachodnich, było odkrycie złota w rejonie zbiornika w latach 30. XX wieku. W 1967 roku wokół jeziora została zbudowana czynna przez cały rok droga. Z początku była ona przedłużeniem Mackenzie Highway, a obecnie znana jest jako Yellowknife Highway lub Highway 3. 24 stycznia 1978 roku radziecki satelita radarowego rozpoznania oceanów (RORSAT) o nazwie Kosmos 954 z reaktorem jądrowym na pokładzie wypadł z orbity i rozpadł się. Elementy rdzenia reaktora jądrowego spadły w sąsiedztwie Wielkiego Jeziora Niewolniczego. W wyniku działania połączonych sił Kanadyjskich Sił Zbrojnych i Stanów Zjednoczonych w operacji pod kryptonimem Operation Morning Light odnalezionych zostało 90% nuklearnych szczątków.

## Geografia i historia naturalna

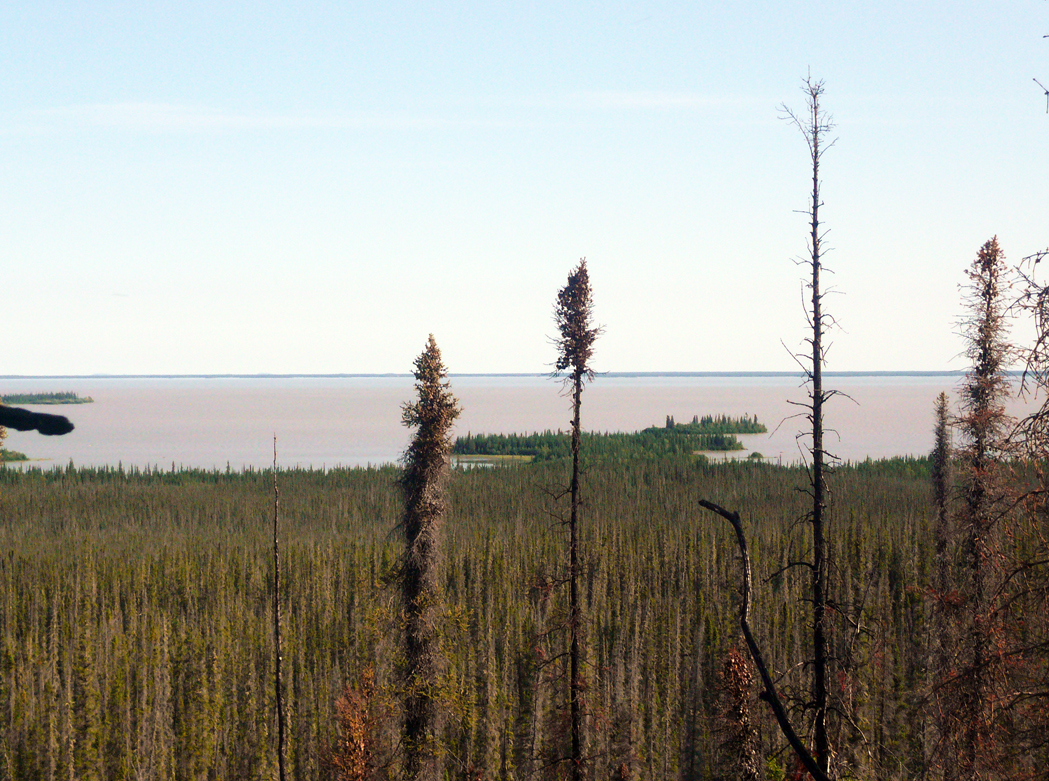
Northern Bay, Wielkie Jezioro Niewolnicze

Głównymi rzekami zasilającymi jezioro są: Hay, Rzeka Niewolnicza i Talston. Rzeką wypływającą ze zbiornika jest Mackenzie. Zachodni brzeg jeziora jest zalesiony, natomiast wschodni i północny wykazują podobieństwo do tundry. Południowy i wschodni brzeg ciągną się do granicy Tarczy Kanadyjskiej. Podobnie jak jezioro Athabaska, czy Wielkie Jezioro Niedźwiedzie, zbiornik ten jest pozostałością po ogromnym jeziorze polodowcowym Lake McConnell.

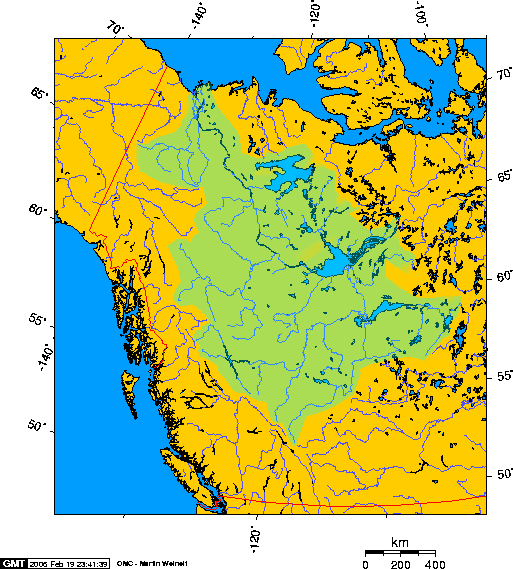
Dorzecze rzeki Mackenzie ukazujące umiejscowienie Wielkiego Jeziora Niewolniczego w zachodniej Arktyce Kanadyjskiej

We wschodniej odnodze jeziora położonej na terenie Thaydene Nene National Park znajduje się wiele wysp. Półwysep Pethei Peninsula dzieli wschodnią odnogę na dwie zatoki: McLeod Bay na północy połączona z południowo - zachodnią częścią jeziora cieśniną Taltheilei i Christie Bay na południu oddzieloną od centrum zbiornika licznymi wyspami. Ze względu na znaczne odizolowanie od głównej części akwenu, niektórzy uznają McLeod Bay za osobne jezioro. Średnio przez 8 miesięcy w roku jezioro jest co najmniej w części zamrożone. Podczas zimy lód jest wystarczająco gruby, aby umożliwić poruszanie się ciągników siodłowych po wytyczonych na jego powierzchni lodowych drogach (ang. ice roads). Do 1967 roku, gdy została wybudowana całoroczna droga otaczająca zbiornik, wszelkie towary były transportowane przez zamarznięte jezioro do miasta Yellowknife, mieszczącego się na północnym brzegu. Paliwo, jak również i inne dobra, w dalszym ciągu są dostarczane przez drogi wytyczone w śniegu na jeziorach i lądzie do kopalni diamentów znajdujących się u źródła rzeki Coppermine.
Gdy lód nie był wystarczająco gruby do przeprawy, aby dotrzeć do Yellowknife używano promu, który umożliwiał przeprawę przez rzekę Mackenzie i kontynuowanie dalszej drogi po Highway 3. Zazwyczaj działał on od połowy maja do stycznia. Tryb jego kursowania powodował występowanie trzy lub czterotygodniowego okresu (od połowy kwietnia do połowy maja) pomiędzy zamknięciem lodowej trasy a rozpoczęciem pracy promu, co znacznie utrudniało komunikację. Ukończenie mostu Deh Cho Bridge nad rzeką Mackenzie 30 listopada 2012 roku położyło kres działalności promu.
Główna (zachodnia) partia jeziora ma postać umiarkowanie głębokiej misy o powierzchni 18 500 km² i objętości 596 km³. Głębokość maksymalna tej części zbiornika wynosi 187,7 m, a średnia 32,2 m. Znajdujące się na wschodzie zatoki McLeod Bay (62°52′N 110°10′W/62,866667 -110,166667) oraz Christie Bay (62°32′N 111°00′W/62,533333 -111,000000) notują o wiele większe głębokości, a w wodach Christie Bay położony jest najgłębszy punkt jeziora – 614 m.
Na południe od Wielkiego Jeziora Niewolniczego, w odległym zakątku Parku Narodowego Bizona Leśnego, znajdują się odkryte w 1954 roku miejsca lęgowe zagrożonych żurawi krzykliwych.